# Arnaldo de Torroja
Arnaldo de Torroja (em catalão: Arnau de Torroja; Solsona, c. 1110 ou 1122? — Verona, 30 de setembro de 1184) foi um cavaleiro catalão e o nono Grão-Mestre dos Cavaleiros Templários.

## Vida pessoal
Embora não se saiba sua data de nascimento, ele estava muito velho em sua morte,por volta de 70 anos, quando ele foi eleito Grão-Mestre. Ele havia servido na ordem por muitos anos e foi o Mestre dos Templários em ambas as Coroa de Aragão e Provença.

## Registro militar

### Reconquista
A carreira militar de Torroja tinha sido  focada principalmente na Reconquista, lutando contra os muçulmanos para a Coroa de Aragão e de Portugal, mas foi principalmente ativo em Aragão. Sua nomeação como Grão-Mestre foi provavelmente devido a sua imagem como um estrangeiro ou seja, um templário experiente de quem a base do poder estava fora da Terra Santa. Ele recorreu à ordem como o anterior Grão-Mestre Eudo de Saint Amand tinha se envolvido na política do Reino de Jerusalém, mas ele quis dizer que Torroja era inexperiente na situação da "política dos Estados Cruzados". Ele se tornou o novo líder da Ordem em 1181.

### Conflito com os Hospitalários
Durante o reinado do Grão-Mestre dos Cavaleiros Hospitalários  atingiu um novo pico de sua influência. Havia rivalidade entre as ordens anteriormente, mas o partidarismo em face da pressão dos muçulmanos renovados era inaceitável. Os dois grãos-mestres reuniram-se para a mediação com o papa Lúcio III e o Balduíno IV de Jerusalém e os problemas foram resolvidos. Na verdade Torroja é registrado como um diplomata hábil a si próprio como um mediador entre diversos grupos políticos no Leste. Ele também realizou com êxito as negociações de paz com Saladino após incursões por Reinaldo de Châtillon, na Transjordânia.

### Embaixada à Europa
Em 1184, Torroja, juntamente com o patriarca latino de Jerusalém Heráclio e o Grão-Mestre Roger de Moulins dos Cavaleiros Hospitalários, conseguiu o apoio europeu para o Reino de Jerusalém. Eles planejavam visitar a Itália, Inglaterra e França, mas Torroja adoeceu e morreu em Verona em 30 setembro de 1184. Foi sucedido como grão-mestre por Geraldo de Ridefort.